# Justin Forsett
Justin Forsett (* 14. Oktober 1985 in Lakeland, Florida) ist ein ehemaliger US-amerikanischer American-Football-Spieler auf der Position des Runningbacks. Er spielte in der National Football League (NFL) für die Seattle Seahawks, Indianapolis Colts, Houston Texans, Jacksonville Jaguars, Baltimore Ravens, Detroit Lions und Denver Broncos.

## Karriere

### College
Forsett spielte von 2004 bis 2007 an der University of California.
Wurde er in seinem ersten Jahr dort nur sehr wenig eingesetzt, konnte er sich in den drei Folgejahren gut etablieren. Er kam insgesamt auf 3220 gelaufene Yards und 26 Touchdowns. Im Passspiel wurde er ebenfalls eingesetzt und kam auf 386 Yards und einen Touchdown.

### NFL
Forsett wurde im NFL Draft 2008 in der 7. Runde an insgesamt 233. Stelle von den Seattle Seahawks ausgewählt.

#### Seattle Seahawks (1. Periode)
Forsett durfte im Eröffnungsspiel der NFL-Saison 2008 einen Kickoff fangen und agierte nur als Return Specialist. Nach dem Spiel wurde er allerdings von den Seahawks entlassen, um Platz im Kader zu schaffen, weil diese suspendierte Spieler wieder in den Kader aufnahmen.

#### Indianapolis Colts
Am 10. September 2008 wurde er von den Indianapolis Colts unter Vertrag genommen. Diese entließen ihn aber wieder nach drei Spielen am 8. Oktober 2008.

#### Seattle Seahawks (2. Periode)
Nachdem er bei den Seahawks direkt nach der Entlassung bei den Indianapolis Colts wieder in das Trainingsteam aufgenommen worden war, erhielt er am 14. Oktober 2008 einen neuen Vertrag und stieß wieder zur aktiven Mannschaft.
Im Rest der Saison 2008 wurde er ausschließlich als Return Specialist eingesetzt.
Ab seinem zweiten NFL-Jahr 2009 wurde er aber auch vermehrt als Runningback eingesetzt, bis zur Saison 2011 schaffte er 8 Touchdowns per Lauf- und Passspiel. Danach lief sein Vertrag bei den Seahawks aus und da dieser nicht verlängert wurde, wurde er zum Free Agent.

#### Houston Texans
In der Saison 2012 stand er bei den Houston Texans unter Vertrag.

#### Jacksonville Jaguars
Für die Saison 2013 wurde er von den Jacksonville Jaguars unter Vertrag genommen. Nach der Saison wurde er von den Jaguars allerdings wieder entlassen.

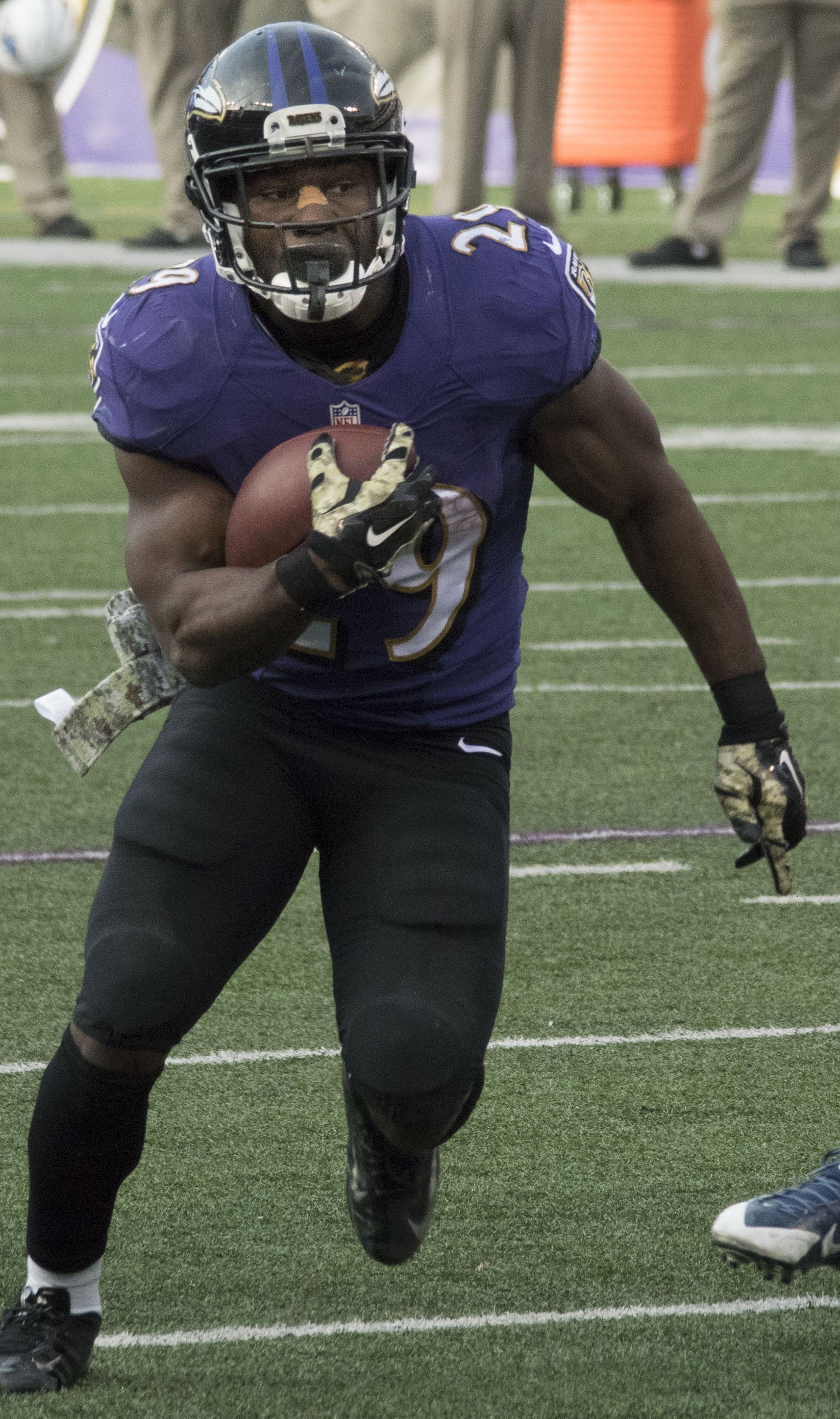
Forsett bei den Baltimore Ravens (2014).

#### Baltimore Ravens
Forsett bekam für die Saison 2014 einen Einjahresvertrag bei den Baltimore Ravens. Er konnte in diesem Jahr als Runningback überzeugen. Er spielte sich in die Startformation und lief 1.266 Yards in 235 Laufspielzügen und schaffte dabei 8 Touchdowns. Mit dieser Leistung wurde er nach der Saison in den Pro Bowl gewählt.
Nach dieser Saison bekam er für die Saison 2015 einen neuen Vertrag und spielte auch in dieser Spielzeit für die Ravens.
In der Saison 2016 konnte Forsett nicht mehr an seine guten Leistungen anknüpfen und wurde bereits zu Beginn der Saison, am 4. Oktober 2016, entlassen.

#### Detroit Lions
Die Detroit Lions hatten zum Zeitpunkt von Forsetts Entlassung bei den Baltimore Ravens großen Bedarf auf der Position des Runningbacks und verpflichteten Forsett deshalb am 12. Oktober 2016. Nachdem die deutlich jüngeren Runningbacks der Lions aber wieder fit wurden, war für Forsett kein Platz mehr im Kader und er wurde am 3. Dezember 2016 wieder entlassen.

#### Denver Broncos
Da aber auch die Denver Broncos in dieser Saison verletzungsbedingte Notlösungen auf der Runningback-Position brauchten, verpflichten sie Forsett am 5. Dezember 2016. Bei den Broncos war zu diesem Zeitpunkt Gary Kubiak der Head Coach. Dieser war in Forsetts Pro-Bowl-Saison 2014 der Offensive Coordinator bei den Baltimore Ravens.
Forsett beendete die Saison 2016 im Kader der Denver Broncos.
Forsett erklärte am 3. Mai 2017 seinen Rücktritt aus der NFL.